# Anke Holstein
Anke Holstein (* 24. April 1967 in Gera) ist eine deutsche Diplomatin. Sie ist seit Januar 2023 stellvertretende Leiterin und Gesandte der deutschen Botschaft in Moskau. Vorher war sie von 2020 bis Ende 2022 Botschafterin in Nordmazedonien und von 2018 bis 2020 Botschafterin in Dschibuti.

## Leben
Anke Holstein begann nach dem Abitur 1985 ein Studium der Romanistik in Leipzig, gefolgt von der Diplomatenausbildung in Bonn.
Holstein ist verheiratet und hat 2 Kinder. Sie spricht 6 Fremdsprachen (Englisch, Französisch, Slowenisch, Albanisch, Russisch, Serbisch/Kroatisch/Bosnisch).

## Laufbahn
Nach einer Anstellung als Wissenschaftliche Mitarbeiterin bei der Akademie der Wissenschaften von 1990 bis 1991 kam sie 1993 zur Europaabteilung des Auswärtigen Amtes und wechselte 1995 zur Europäischen Kommission in Brüssel. 1998 wurde sie an die Botschaft der Bundesrepublik Deutschland in Sarajewo, Bosnien und Herzegowina versetzt und blieb dort bis 2001.
Es folgte von 2001 bis 2003 eine Zeit als Stellvertretende Referatsleiterin im Referat für EU-Außenbeziehungen zu Osteuropa und dem westlichen Balkan in der Zentrale, des Auswärtiges Amt, Berlin. 2003 ging Holstein als Ständige Vertreterin an die Botschaft Ljubljana (Slowenien) und kam 2007 als Leiterin der Arbeitseinheit für EU-Personalpolitik in der Europaabteilung des Auswärtigen Amtes zurück nach Berlin.
Ab 2009 arbeitete Holstein wieder in Brüssel, zunächst als Politikberaterin bei der Generaldirektion für Außenbeziehungen der Europäischen Kommission und ab 2011 in gleicher Funktion in der Policy Coordination Division des Europäischen Auswärtigen Dienstes. 2014 wurde sie als Ständige Vertreterin an die Botschaft der Bundesrepublik Deutschland in Tirana, Albanien versetzt.
Von August 2018 bis Juni 2020 war sie Botschafterin in Dschibuti und in dieser Funktion auch Sondergesandte bei der IGAD. Danach war sie von Juli 2020 bis Januar 2023 Botschafterin in Nordmazedonien.
Im Januar 2023 wurde sie akkreditierte Gesandtin und ständige Vertreterin des Leiters der Botschaft in Russland.

## Weblink
Lebenslauf. In: Website der deutschen Vertretungen in Russland. Auswärtiges Amt, abgerufen am 5. Februar 2024.